# Коронавірусна хвороба 2019 у Домініканській Республіці
Спалах коронавірусної хвороби 2019 у Домініканській Республіці — це поширення пандемії коронавірусної хвороби 2019 на територію Домініканської Республіки. Перший випадок хвороби в країні підтверджено 1 березня 2020 року в курортному місті Байягібе.

## Хронологія

### Перші підтверджені випадки
1 березня підтверджено перший випадок коронавірусної хвороби в країні, який одночасно став першим випадком коронавірусної хвороби на Карибах. Першим хворим став 62-річний громадянин Італії, який прибув до країни 22 лютого, та захворів 24 лютого, після чого його доправили до військового госпіталю Рамон-Лара з курортного містечка Байягібе. 6 березня підтверджено другий випадок хвороби в країні в туриста з Канади. який також відпочивав у Байягібе. 8 березня коронавірусну хворобу підтверджено в 3 громадян Домініканської Республіки, які повернулись з туристичної поїздки до Італії. 14 березня міністр охорони здоров'я країни Рафаель Санчес Карденас підтвердив 6 нових випадків хвороби в країні. Усі ці хворі виїздили за межі країни протягом останніх 14 днів.

### Місцева передача
Перший задокументований випадок місцевої передачі вірусу, найімовірніше, стався від 56-річної домініканки з міста Вілья-Ріва у провінції Дуарте, яка повернулась з Італії до Домініканської Республіки 26 лютого 2020 року. Жінка на ім'я Онеїда Еррера Діас, замість того, щоб знаходитись на самоізоляції в Санто-Домінго після отримання позитивного результату тесту COVID-19, самовільно вирішила повернутися додому в провінцію Дуарте. Після приїзду вона інфікувала вірусом свою сусідку. За два тижні провінційна влада провінції Дуарте повідомила, що за кількістю випадків коронавірусної хвороби провінція знаходиться на третьому місці в країні після двох найбільших міст Санто-Домінго і Сантьяго з 29 випадками хвороби, та лідирує за кількістю смертельних випадків — 4. Ці випадки, найімовірніше спричинені контактами хворих з Онеїдою Діас.

### Кластер Сан-Педро
16 березня різко зросла кількість випадків коронавірусної хвороби у провінції Сан-Педро-де-Макоріс, серед хворих виявився сенатор від провінції Хосе Газім Фраппієр та полковник збройних сил країни Каліл Гаче. Найімовірніше, що вони. як і низка інших осіб, інфікувались на благодійному обіді у клубі «Club 2 de Julio» в місті Сан-Педро-де-Макоріс.

### Весілля в Пунта-Кана
Весілля з великою кількістю гостей, яке відбулось 14 березня в місті Пунта-Кана, найімовірніше, стало місцем інфікування коронавірусом для багатьох його відвідувачів, серед яких були й іноземні громадяни. Це весілля неодноразово публічно критикувалося за те, що на ньому було проведено «божевільну годину», яка висміювала занепокоєність багатьох людей проблемами появи та поширення коронавірусної хвороби. Міністр закордонних справ країни Мігель Варгас Мальдонадо інфікувався вірусом від свого сина, який був присутній на цьому весіллі, де інфікувався сам.

### Круїзний корабель «Costa Favolosa»
20 лікарів з Домініканської Республіки інфікувалися коронавірусом під час святкування 30-річного ювілею закінчення медичної школи на борту круїзного судна «Costa Favolosa» в рейсі по Карибах. Рейс розпочався 2 березня, а ще до його завершення 9 березня, щонайменше 5 домініканців мали симптоми коронавірусної хвороби, пізніше проведений тест на COVID-19 у них виявився позитивним.

### Перша смерть та найвідоміші померлі
Перша смерть від коронавірусної хвороби у країні зареєстрована 16 березня 2020 року, нею стала 47-річна жінка, яка нещодавно повернулась з Іспанії. 24 березня померла відомий дизайнер Дженні Поланко, в якої позитивний тест на коронавірус підтверджено 15 березня. 27 березня у військовому госпіталі помер полковник збройних сил країни Каліл Гаче, наступного дня померла його дружина. Гаче посмертно присвоїли звання бригадного генерала. 31 березня 2020 року помер письменник Рене Родрігес Соріано.

### Одужання
23 березня міністр охорони здоров'я повідомив про два випадки одужання: 12-річної дитини та 26-річної жінки.

## Перебіг подій

### 2020
Низка шкіл та університетів 16-17 березня припинили навчання у зв'язку зі стрімким поширенням коронавірусної хвороби, частина з них продовжили навчання на освітніх онлайн-платформах.
17 березня президент країни Даніло Медіна виступив зі зверненням до нації, та оголосив надзвичайний стан, повідомивши про низку заходів сповільнення поширення коронавірусної хвороби. Своїм указом він наказав закрити всі сухопутні, морські та повітряні кордони країни на 15 днів, починаючи з 19 березня. Крім того, буде припинено будь-яку комерційну ділову діяльність, за винятком супермаркетів, універсальних магазинів, заправних станцій та аптек. Всі школи будуть закриті до 13 квітня, а державні службовці, яким виповнилося 60 років, або ті, хто має проблеми зі здоров'ям, повинні не виходити на роботу, та знаходитись у своїх помешканнях.
20 березня 2020 року уряд ввів загальнообов'язкову нічну комендантську годину з 20:00 до 6:00 на період до 3 квітня. Виключення встановлені лише для лікарів та інших медичних працівників, журналістів та національних гвардійців. Проте багато мешканців агломерації Санто-Домінго чинили опір запровадженим карантинним обмеженням, і в першу ніч після введення комендантської години заарештовано 1714 осіб. Другої ночі після введення комендантської години було заарештовано 2 102 особи.
26 березня уряд країни продовжив нічну комендантську годину до 13 годин — з 17:00 до 6:00. Кілька провінцій країни запровадили обмеження на в'їзд на свою територію для уникнення завезення випадків коронавірусної хвороби, зокрема Сан-Хосе-де-Окоа та Ель-Сейбо, яка тривалий час (з 26 березня) вважалась вільною від коронавірусної хвороби. Інші території, на яких не реєструвалися випадки коронавірусної хвороби, просили владу країни про запровадження подібних заходів.
31 березня президент країни Данило Медіна призначив доктора Амадо Алехандро Баеса своїм старшим радником з питань охорони здоров'я та головним виконавчим директором президентського комітету з питань COVID-19. Президентський комітет з питань COVID-19 отримав доручення сформувати партнерські відносини між державою та приватними структурами в боротьбі з поширенням епідемії, а також розробити державну політику, стратегію і тактику з боротьби з COVID-19 на національному рівні. 5 квітня президентський комітет представив програму комплексного використання медичних технологій, збільшення потужності лікарень, розробка стратегії проведення тестувань на коронавірус та лікування коронавірусної хвороби, з акцентом на збільшення участі в програмі боротьби з епідемією органів місцевого самоврядування із використанням партнерських стосунків державних закладів та бізнесу. Основною частиною стратегії боротьби з епідемією стало запровадження напрямку «громадська цінність у кризовій моделі», пілотний проект якої запущений 12 квітня 2020 року в центрі провінції Дуарте Сан-Франсиско-де-Макорис, який дістав назву #PlanDuarte. Це місто вибране як місце з найвищою на той час захворюваністю та смертністю від коронавірусної хвороби. Протягом двох тижнів після впровадження #PlanDuarte у провінції почали спостерігатися докази позитивного впливу заходів, у тому числі зниження заповнення відділень інтенсивної допомоги та рівень смертності. Ця стратегія діяльності пізніше успішно відтворена в інших регіонах країни, зокрема в столичному регіоні. 22 квітня президентський комітет з питань COVID-19 під керівництвом міністра оборони генерал-лейтенанта Пауліно Сема, контр-адмірала Лі Белестера та доктора Амадо Алехандро Баеса створив Домініканський центр епідеміологічної розвідки. Цей центр виведений із складу розвідувального управління домініканських збройних сил, та мав розробляти загальнодержавну стратегію боротьби з COVID-19. Після успішного впровадження центру епідеміологічної розвідки міністерство охорони здоров'я Домініканської Республіки визначило його діяльність як дуже важливу та ефективну, та вирішило створити в серпні 2020 року власний центр розвідки громадського здоров'я. Після епідеміологічного впливу на поширення COVID-19 внаслідок президентських виборів 5 липня 2020 року країна пережила пік випадків хвороби 23 липня, після чого спостерігалося безперервне уповільнення до кінця вересня, що спричинило офіційне публічне привітання Всесвітньої організації охорони здоров'я уряду Домініканської Республіки 24 вересня 2020 року. У привітанні було відмічено значне покращення показників захворюваності і смертності, та використання потужностей лікарень, що явно є доказом усіх спільних зусиль попередньої та діючої (з 16 серпня) влади. Подібним чином 25 вересня 2020 року домініканські засоби масової інформації повідомили, що в країні один із найнижчих показників смертності в регіоні (~1,9 %).

## Альтернативні заходи
Оскільки з'являлися варіанти та нові методи лікування для боротьби COVID-19, почали говорити про можливість того, що реконвалесцентна плазма або гіперімунна плазма є ефективним варіантом лікування. З травня 2020 року кілька закладів охорони здоров'я почали використовувати його в рамках протоколу дослідження, яке проводилося Карибською організацією охорони здоров'я. Практичні результати його використання та результати, отримані на місці, збільшили попит на цей продукт крові. У зв'язку зі зростаючим попитом створено платформи та резолюції щодо централізації цього продукту крові, такі як donantes.com.do, та ініціатива № 04749-2020-2024-CD, реалізована Постійною комісією з охорони здоров'я парламенту країни.

## Міжнародна допомога
3 квітня Світовий банк надав країні 150 млн $ на боротьбу з епідемією коронавірусної хвороби.